# Daaden
Daaden là một đô thị thuộc huyện Altenkirchen, trong bang Rheinland-Pfalz, phía tây nước Đức. Đô thị Daaden có diện tích 19,56 km², dân số thời điểm ngày 31 tháng 12 năm 2006 là 4450 người. Đô thị này tọa lạc ở Westerwald, cự ly khoảng 15 km về phía tây nam của Siegen.
Daaden là thủ phủ của Verbandsgemeinde ("đô thị tập thể") Daaden.